# Sturnira bogotensis
Sturnira bogotensis är en fladdermusart som beskrevs av Henry Harold Shamel 1927. Sturnira bogotensis ingår i släktet Sturnira och familjen bladnäsor. IUCN kategoriserar arten globalt som livskraftig. Inga underarter finns listade i Catalogue of Life.
Arten förekommer i Anderna och i andra bergstrakter i norra Sydamerika från västra Venezuela till Peru. Habitatet utgörs av molnskogar och andra fuktiga skogar. Individerna äter främst frukter. Troligen ingår även nektar och pollen i födan. Oftast föds två ungar per år.